# Escarteen Sisters
Escarteen Sisters és un duo català de música folk fusió format per les germanes Laia i Flàvia Escartín que canten i toquen el violí i el violoncel respectivament.
Quan actuen com a trio, amb la participació de Branko Valchev, es reforcen els ritmes de jazz. Les dues germanes han col·laborat amb els músics Sílvia Pérez Cruz, Marco Mezquida, Guillem Roma, Julien Padovani i Loek van den Berg, entre d'altres. Els temes propis i les versions de cançons tradicionals com «Tonada de la luna llena» de Simón Díaz, o altres d'un terreny més pop com «Please don't stop de music» de Rihanna, formen el repertori de les germanes Escartín.

## Discografia
- Escarteen Sisters (Rocket Music, 2018)
- Caure sistingut (2024)[4]